# Regia

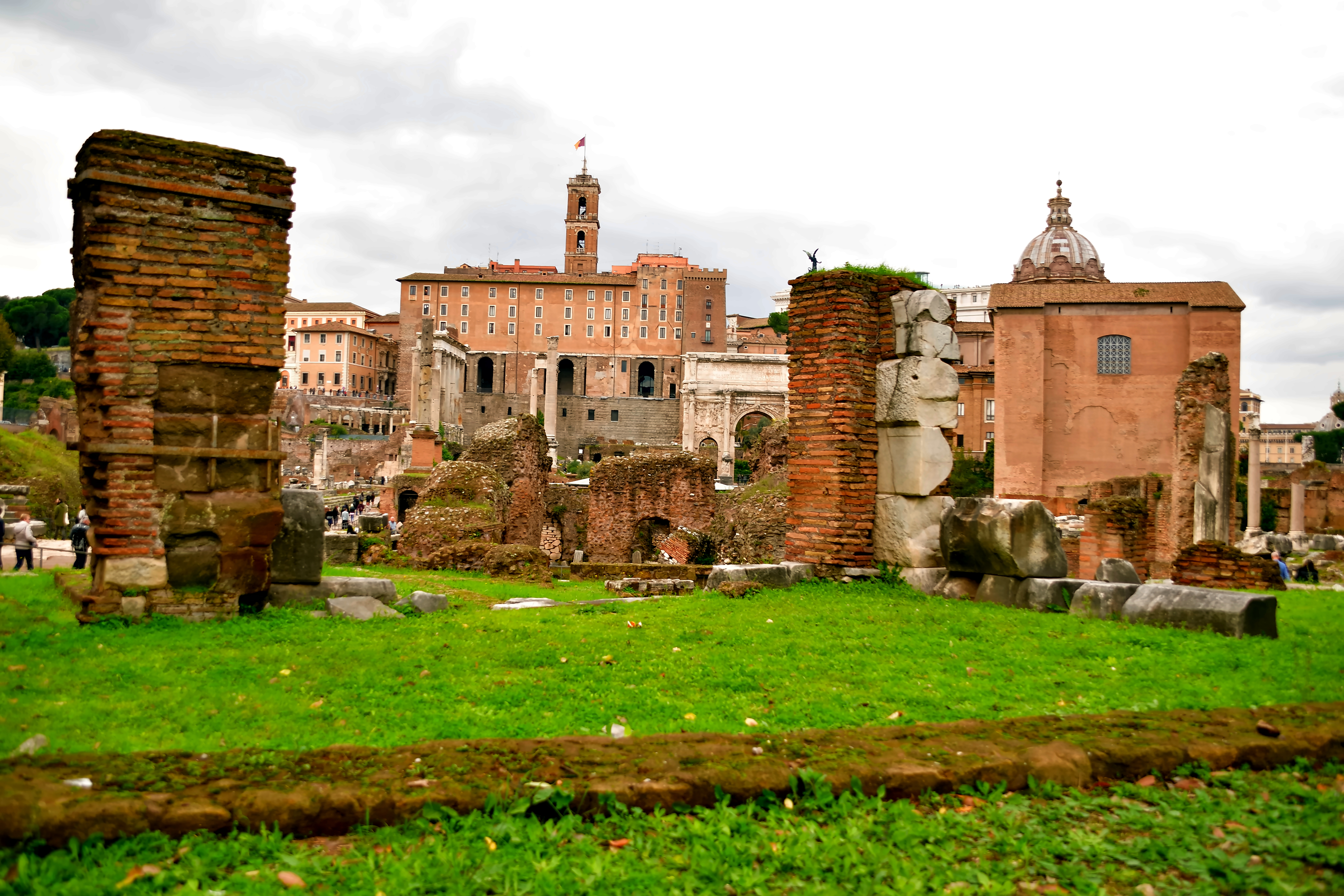
Gelände der Regia mit Gebäuderesten von Osten

Die Regia war im antiken Rom ein Gebäude an der Ostseite des Forum Romanum in unmittelbarer Nähe des Vesta-Tempels. Sie gehörte ursprünglich zum Besitz der Könige, wurde dann – um 509 v. Chr., als die Monarchie abgeschafft wurde – zum Sitz des Rex sacrorum, der die kultischen Funktionen der Könige übernommen hatte, und in der Folge des Pontifex Maximus. Damit war sie Amtslokal des Collegiums, der Versammlung der Pontifices. Allerdings wohnten die Priester nicht in diesem Gebäude, dafür wäre es zu klein gewesen.
Der Überlieferung zufolge soll die Regia unter Numa Pompilius, dem sagenhaften zweiten König von Rom, erbaut worden sein. Die heutigen Überreste stammen von einer Restaurierung aus dem Jahre 36 v. Chr. Damals war die Regia, wie man vermutet, ein fünfseitiges Haus. Sie ist mehrere Male niedergebrannt, wurde aber immer wieder gleich aufgebaut.
Im Inneren befand sich ein Heiligtum des Mars. Das Heiligtum war eine Art Rundaltar, in dem zwölf Lanzen und Schilde aufbewahrt wurden. Ihm zu Ehren führte das Priesterkollegium der Salier (von lateinisch salire „springen“) jedes Jahr im März und Oktober; also am Anfang und am Ende der Kriegssaison eine Art Kriegstanz durch. Außerdem befand sich in der Regia auch ein Heiligtum der Ops Consivia (Göttin der Ernte, des Überflusses und der Fruchtbarkeit), das offenbar so heilig war, dass nur dem Pontifex Maximus und den Vestalinnen der Zutritt erlaubt war. Ihr zu Ehren wurde auch jedes Jahr am 23. August ein Erntedankfest am Kapitol veranstaltet.
Weiter wurden hier die Annalen (Jahresbücher) der Stadt gelagert, in denen die wichtigsten Ereignisse festgehalten wurden; aber auch Gebete, allgemeine Hinweise und Gesetze.